# 2012-es e-Boks Open
A 2012-es e-Boks Open női tenisztornát Dánia fővárosában, Koppenhágában rendezték meg 2012. április 9. és 15. között. A verseny International kategóriájú volt, összdíjazása 220 000 dollár tett ki. A mérkőzéseket fedett csarnokban, kemény pályán játszották, 2012-ben harmadik alkalommal.

## Győztesek
Egyéniben a német Angelique Kerber szerezte meg a győzelmet, miután a döntőben 6–4, 6–4-re legyőzte a verseny idején a világranglista hatodik helyén álló, címvédő Caroline Wozniackit. A korábbi világelső dán játékos ezzel tizennégy győzelem után első vereségét szenvedte el a 2010-ben induló koppenhágai versenyen, amelynek az előző két kiírását egyaránt megnyerte. Kerber pályafutása második WTA-diadalát aratta egyéniben (két hónappal korábban Párizsban nyert), s egyben negyedik győzelmét érte el egy Top 10-es játékos felett, mindegyiket a 2012-es szezonban. Wozniacki a huszonkilencedik egyéni WTA-fináléját játszotta, ez volt a tizenegyedik veresége.
Párosban a győzelmet a harmadik kiemelt Date Kimiko–Fudzsivara Rika-páros szerezte meg, a döntőben 6–2, 4–6, [10–5]-re legyőzve a Sofia Arvidsson–Kaia Kanepi-kettőst. A 41 éves Date harmadik WTA-tornáját nyerte meg párosban, míg Fudzsivara összességében a legelsőt – az egyénit is beleértve.

## Döntők

### Egyéni
Angelique Kerber –  Caroline Wozniacki 6–4, 6–4

### Páros
Date Kimiko /  Fudzsivara Rika –  Sofia Arvidsson /  Kaia Kanepi 6–2, 4–6, [10–5]

## Világranglistapontok és pénzdíjazás

### Pontok
| Eredmény           | Egyéni | Páros |
| ------------------ | ------ | ----- |
| Győzelem           | 280    | 280   |
| Döntő              | 200    | 200   |
| Elődöntő           | 130    | 130   |
| Negyeddöntő        | 70     | 70    |
| 16 között          | 30     | 1     |
| 32 között          | 1      | –     |
| Főtáblára jutás    | 16     | –     |
| Selejtező (döntő)  | 10     | –     |
| Selejtező (2. kör) | 6      | –     |
| Selejtező (1. kör) | 1      | –     |

### Pénzdíjazás
A torna összdíjazása a többi International versenyhez hasonlóan 220 000 amerikai dollár volt. Az egyéni bajnok 37 000 dollárt, a győztes páros együttesen 11 000 dollárt kapott.
| Eredmény           | Egyéni   | Páros    |
| ------------------ | -------- | -------- |
| Győzelem           | 37 000 $ | 11 000 $ |
| Döntő              | 19 000 $ | 5750 $   |
| Elődöntő           | 10 200 $ | 3100 $   |
| Negyeddöntő        | 5340 $   | 1650 $   |
| 16 között          | 2950 $   | 860 $    |
| 32 között          | 1725 $   | –        |
| Selejtező (döntő)  | 860 $    | –        |
| Selejtező (2. kör) | 460 $    | –        |
| Selejtező (1. kör) | 265 $    | –        |